# Laglaizia biroi
Laglaizia biroi är en tvåvingeart som beskrevs av Friedrich Georg Hendel 1914. Laglaizia biroi ingår i släktet Laglaizia och familjen bredmunsflugor. Inga underarter finns listade i Catalogue of Life.